# 謝國群
謝國群（1977年—），中華人民共和國醫生、政治人物，台灣民主自治同盟盟員、中國人民政治協商會議上海市委員會政協委員、台盟上海市第十三届委员会副主委、台盟第十一届中央委员会委员及上海中医药大学附属岳阳中西医结合医院腫瘤科醫生。
他出生於台灣彰化縣，青少年時期為桌球選手，並赴中國大陸訓練、求學，後畢業於上海中醫藥大學且留居當地執業，擔任第十三屆上海市政協委員、上海寶山區衛生健康委員會副主任及上海中醫藥大學公共健康學院副院長等等。其妻翁詩婷，亦畢業於上海中醫藥大學，獲選2020年青年歧黃學者，曾服務於上海中醫藥大學附屬龍華醫院及上海禾新醫院。

## 生平
謝國群曾是台灣青少年桌球隊選手，藉著1990年北京亞洲運動會後的契機赴中國大陸訓練、求學，並且訓練期間與王勵勤同為隊友。謝高中時就讀於上海市南洋模範中學，大學時就讀於上海交通大學工業外貿系。謝國群大學畢業時值1998年，当年他选择大陆身份，也考取了上海中醫藥大學中醫內科學專業。2000年首次回台时，身份转換为“在大陆的台籍人士家属”。2004年，從上海中醫藥大學畢業後，任職於上海中医药大学附属岳阳中西医结合医院肿瘤科。
2008年，謝國群通過推薦加入了台灣民主自治同盟，此後曾擔任上海市虹口區政協委員。2018年，出任上海市政協醫藥衛生界別政協委員，同時也是上海市首例台灣出生；大陸成長的政協委員。作為政協委員、在上海的台灣人，他在接受海峽之聲廣播電台訪問時稱：“我们肩负着促进两岸同胞相互了解、相互理解、消弥误解的使命。”亦相繼於2018年和2019年邀請彰化縣青少年桌球隊、彰化縣立成功高級中學籃球隊訪問上海。
2020年，獲上海中醫藥大學及台盟上海市委推薦至寶山區衛生健康委員會，擔任副主任，負責中醫藥工作。
2021年8月，結束了在上海市寶山區衛健委的掛職。同年11月，獲上海市統一戰線授予先進個人的榮譽稱號。
2022年12月，獲選台盟第十一届中央委员会委员。

## 家庭
謝國群的妻子翁詩婷也来自台灣，亦畢業於上海中醫藥大學，獲選2020年青年歧黃學者，曾服務於上海中醫藥大學附屬龍華醫院及上海禾新醫院，两人育有二女一男，全家在2018年10月申领了台湾居民居住证。此外，其子女都曾在上海徐汇区少体校接受乒乓球訓練，並且二女兒謝知宸於2022年上海市第十七屆運動會少兒D組比賽贏得團體和女單兩枚銀牌，2023年贏得中華民國桌球協會主辦的民國113年15歲組少年桌球排名賽女生組第十一名，2024年贏得中華人民共和國國青國少選拔賽季軍，2025年贏得中華民國桌球協會主辦的民國114年13歲組少年桌球排名賽女生組冠軍。

## 外部連結
- 谢国群於上海中醫藥大學公共健康学院的個人資料頁